# Timandra derufata
Timandra derufata är en fjärilsart som beskrevs av Barend J. Lempke 1949. Timandra derufata ingår i släktet Timandra och familjen mätare. Inga underarter finns listade i Catalogue of Life.